# Scholia Bobiensia
Die Scholia Bobiensia (wissenschaftlich meist schol.Bob. abgekürzt) sind eine Sammlung gelehrter Erläuterungen, sogenannter Scholia, zu zwölf Reden Ciceros.

## Wiederentdeckung und Ausgaben
Überliefert sind die Scholia Bobiensia in einem Palimpsest, der ursprünglich in der Bibliothek des Klosters San Colombano von Bobbio nahe Pavia aufbewahrt wurde. Ein Teil des Palimpsestes gelangte mit weiteren Stücken im Jahr 1616 in die Mailänder Biblioteca Ambrosiana, wo er von dem italienischen Kurienkardinal und Philologen Angelo Mai entdeckt und 1814 in Mailand publiziert wurde. In der Biblioteca Vaticana, die 1618 ebenfalls Manuskripte aus Bobbio erhalten hatte, entdeckte Mai – einer der Begründer der Palimpsestforschung – bald darauf einen weiteren Teil und edierte nun beide gemeinsam neu im Jahr 1828. Glaubte Mai anfangs noch – selbst gegen etwa von Barthold Georg Niebuhr 1816 erhobene Einwände –, in den Handschriften Kommentare des Asconius Pedianus zu Cicero vor sich zu haben, so rückte er mit der Vorlage des vatikanischen Textstückes von diesem Standpunkt ab. Der Palimpsest wird heute unter den Siglen Ambr.E.147 und Vat.Lat.5750 in den jeweiligen Bibliotheken aufbewahrt.
Leo Ziegler unternahm als Erster eine neue Lesung sämtlicher Bruchstücke des Palimpsestes, konnte aber 1872 und 1873 nur noch Vorveröffentlichungen zum Druck bringen. Ihm folgte Cornelius Brakman mit einer Autopsie beider Teile, während Thomas Stangl, von dem die heute zumeist zitierte Edition stammt, nur den Mailänder Teil untersuchte und einer Neulesung unterzog. Paul Hildebrandt, der über die Scholia promoviert wurde und ebenfalls eine noch heute herangezogene Ausgabe besorgte, sah beide Teile ein. Emendationen erfolgten im Anschluss an die Arbeiten Stangls und Hildebrandts durch Cornelius Brakman und D. R. Shackleton Bailey. Eine photographische Reproduktion des vatikanischen Teils publizierte Franziskus Ehrle 1906.

## Inhalt und Gliederung
Die Scholia Bobiensia enthalten Scholien zu zwölf Reden Ciceros aus den Jahren 65–51 v. Chr., von denen neun auch handschriftlich überliefert, drei hingegen verloren sind. Die zugleich erhaltenen Reden sind:
- 1. Pro P. Sulla („Für Publius Cornelius Sulla“, 62 v. Chr.), 4. Pro L. Valerio Flacco („Für Lucius Valerius Flaccus“, 59 v. Chr.), 5. Oratio post reditum in senatu („Danksagung an den Senat“, 57 v. Chr.), 6. Oratio post reditum ad Quirites („Danksagung an das Volk“, 57 v. Chr.), 7. Pro T. Annio Milone („Für Titus Annius Milo“, 52 v. Chr.), 8. Pro P. Sestio („Für Publius Sestius“, 56 v. Chr.), 9. In P. Vatinium testem interrogatio („Gegen Publius Vatinius“, 56 v. Chr.), 10. Pro Cn. Plancio („Für Gnaeus Plancius“, 54 v. Chr.) und 12. Pro Archia poeta („Für den Dichter Archias“, 62 v. Chr.).

Die verlorenen Reden lauteten:
- 2. In P. Clodium et Curionem (61 v. Chr.), 3. De rege Alexandrino (65 v. Chr.) und 11. De aere alieno Milonis (53 v. Chr.).

Die Reihenfolge ist überwiegend chronologisch. Die 65 v. Chr. gehaltene Rede De rege Alexandrino wurde ebenso gegen die Chronologie umgestellt wie Pro T. Annio Milone und Pro Archia poeta. Wohl bewusst nicht enthalten ist die Rede Pro Murena, vermutlich auch Pro C. Rabirio Postumo („Für Gaius Rabirius Postumus“, 54 v. Chr.). Zudem fehlt ein Block an Reden, der möglicherweise bereits in der dem Scholiasten verfügbaren Handschrift nicht enthalten war. Es handelt sich um: Pro M. Caelio, De provinciis consularibus, Pro L. Balbo, In L. Pisonem. Die Rede De haruspicum responso („Über das Gutachten der Opferschauer“) könnte aus christlichen Motiven nicht berücksichtigt worden sein, denn in seinem Kommentar zu Pro Cn. Plancio bezeichnet der Autor das Ferarium Latinarum sacrificio, das Opfer anlässlich der Feriae Latinae, als Brauch nach altem Aberglauben.
Der Text verteilt sich auf 102 von ehemals 581 Folia, ist folglich zu weniger als einem Fünftel erhalten. Sie werden den Quaterniones 46–73 des zugrunde gelegten Codex zugewiesen. Der Subtext des Palimpsestes stammt wohl aus dem 5. Jahrhundert und wurde im 7. oder 8. Jahrhundert in Bobbio reskribiert.
Die in den Scholia überlieferten Kommentare zu den Reden Ciceros sind eine wichtige Quelle gleichermaßen für Philologen, Historiker und Juristen. Für die drei verlorenen Reden bieten sie die Basis für deren Verständnis und zeitliche Einordnung und spielen eine wichtige Rolle für die Wiedergewinnung der Biographie Ciceros.

## Datierung
Der Kommentar selbst wird allgemein in das 4. Jahrhundert datiert. Nach Paul Hildebrandt handelt es sich um ein Exzerpt aus dem 4. Jahrhundert zu einem rhetorischen Kommentar des 2. Jahrhunderts, der für den Unterricht entwickelt wurde. Möglicherweise ist ein von Hieronymus überlieferter Klassikerkommentator namens Volcacius, der in orationes Ciceronis geschrieben hatte, Verfasser der zugrunde liegenden Schrift. Hieronymus zählt ihn zwischen Aemilius Asper, dem Kommentator und Grammatiker des 2. Jahrhunderts, und dem Kirchenvater Gaius Marius Victorinus aus der 1. Hälfte des 4. Jahrhunderts auf. Es folgt der Lehrer des Hieronymus, Aelius Donatus, aus der 2. Hälfte des 4. Jahrhunderts. Auch Peter Lebrecht Schmidt hält es für möglich, dass ein Autor des 4. Jahrhunderts einen streng nach chronologischen Gesichtspunkten gestalteten Kommentar seiner Zeit gemäß umstrukturiert und bearbeitet hat. Der zugrunde zu legende Kommentar des 2. Jahrhunderts stützte sich ihm zufolge hinsichtlich des fundierten historischen Wissens auf die Kommentare des Asconius Pedianus zum Werk Ciceros aus dem 1. Jahrhundert.

## Ausgaben und Übersetzungen
- Angelo Mai: M. Tullii Ciceronis trium orationum in Clodium et Curionem, de aere alieno Milonis, de rege Alexandrino fragmenta inedtia. Pirot, Mailand 1814 (Google Books).
- Angelo Mai: Classicorum auctorum e vaticanis codicibus editorum. Band 2. Typis Vaticanis, Rom 1828, S. 1–268 (Digitalisat).
- Paul Hildebrandt: Scholia in Ciceronis orationes Bobiensia. Teubner, Leipzig 1907 (Digitalisat).
- Thomas Stangl: Ciceronis orationum scholiastae. Band 2. F. Tempsky, Wien 1912 (Band 1: Prolegomena und Band 3: Indices sind nicht erschienen).